# PRhyme (album)
PRhyme è il primo album in studio del duo hip hop statunitense PRhyme, formato dal rapper Royce da 5'9" e dal produttore DJ Premier, pubblicato il 9 dicembre 2014 dalla PRhyme Records.
Interamente prodotto da DJ Premier, il disco è composto da 9 tracce.

## Album
Il 15 settembre 2014, è annunciato ufficialmente che Royce da 5'9" e DJ Premier hanno lavorato assieme per la pubblicazione di un album. Il 17 ottobre è pubblicato Courtesy, singolo promozionale per l'uscita dell'album. Il 22 ottobre seguente, è pubblicato il video musicale per U Looz. Seguono i video musicali per i brani PRhyme, il teaser del singolo Courtesy, il video di You Should Know e quello di Courtesy, pubblicato il 26 ottobre 2015.

## Ricezione e risultato commerciale
| Recensione | Giudizio |
| ---------- | -------- |
| AllMusic   | [ 1 ]    |
| HipHopDX   | [ 9 ]    |
| Exclaim!   | [ 10 ]   |
| RapReviews | [ 11 ]   |
| XXL        | [ 12 ]   |

PRhyme ha ricevuto un plauso universale da parte della critica: Metacritic assegna all'album 84/100, Exclaim! 8/10, RapReviews 8,5/10, Allmusic 4 stelle su 5, HipHopDX 4 stelle su 5 e XXL 4 stelle su 5.
PRhyme debutta alla cinquantanovesima posizione della Billboard Hot 200, vendendo 13.547 nella prima settimana negli Stati Uniti. Nella classifica statunitense degli album commercializzati in formato digitale, PRhyme raggiunge il diciottesimo posto, arrivando al settimo nella Top R&B/Hip-Hop Albums, al sesto tra gli album indipendenti in USA e riuscendo a raggiungere il terzo posto nella Top Rap Album.

## Tracce
Musiche di DJ Premier.
1. PRhyme – 3:54
2. Dat Sound Good (featuring Ab-Soul & Mac Miller) – 3:31
3. U Looz – 1:34
4. You Should Know (featuring Dwele) – 4:34
5. Courtesy – 3:30
6. Wishin' (featuring Common) – 4:19
7. To Me, to You (featuring Jay Electronica) – 5:11
8. Underground Kings (featuring Schoolboy Q & Killer Mike) – 4:14
9. Microphone Preem (featuring Slaughterhouse) – 4:00

Durata totale: 34:47
Tracce bonus nell'edizione deluxe
1. Golden Era (featuring Joey Bada$$) – 4:16
2. Wishin' II (featuring Black Thought) – 5:48
3. Highs and Lows (featuring MF Doom & Phonte) – 4:37
4. Mode II (featuring Logic) – 7:07

## Classifiche

### Classifiche settimanali
| Classifica (2014)         | Posizione massima |
| ------------------------- | ----------------- |
| Stati Uniti               | 59                |
| US Digital Albums         | 18                |
| US Independent Albums     | 6                 |
| US Rap Albums             | 3                 |
| US Tastemaker Albums      | 18                |
| US Top R&B/Hip-Hop Albums | 7                 |